# Bar Kochba-opstand
De Bar Kochba-opstand (Hebreeuws: מרד בר כוכבא - mered bar kokhba) of de Tweede Joodse Opstand was een opstand van Joden in de provincie Judea tegen de Romeinse overheersers. De opstand had plaats van 132 tot 136 en stond onder leiding van Sjimon bar Kochba. Deze werd uitgeroepen tot Messias en de verwachting was dat hij het koninkrijk Israël als natiestaat zou vestigen. De oorlog leidde feitelijk tot een definitieve kloof tussen het christendom en het jodendom. Immers, Joodse christenen zagen Jezus als de messias en steunden Bar Kochba's opstand niet. Een verband met de meer dan een eeuw eerder opgekomen zelotische bewegingen wordt in de literatuur niet gelegd.
Bar Kochba slaagde gedeeltelijk in zijn opzet voor een korte tijd. Delen van Judea waren onafhankelijk totdat twaalf Romeinse legioenen het land binnenvielen en de opstand neer sloegen. Daarna werd het Joden op straffe van de dood verboden om in Jeruzalem te komen.

## Achtergrond
Na de eerste mislukte Joodse opstand in het jaar 70 deden de Romeinen er alles aan om een nieuwe opstand te voorkomen. Daarom was er permanent een legioen, namelijk X Fretensis, gelegerd in Judea. Ook had Judea een Praetor in plaats van de gebruikelijke proconsul. In 130 bezocht keizer Hadrianus Jeruzalem. Deze stond sympathiek tegenover de Joden en beloofde daarom de ruïnes van de stad Jeruzalem te herbouwen. De Joden voelden zich bedrogen toen bleek dat hij van de stad een Romeinse metropool wilde maken en dat er op de plek van de Tweede Tempel een tempel voor Jupiter werd gebouwd. In 131 hield gouverneur Tineius Rufus een ceremonie voor de bouw van de nieuwe stad die de naam Aelia Capitolina zou krijgen. De spanning nam toe toen Hadrianus de besnijdenis, het joodse geboorteritueel, verbood. Als hellenist zag hij dat als verminking van het lichaam.
Nadat de tempel was vernietigd was het Sanhedrin, de joodse religieuze raad, gezeteld in Javne. Vanuit daar gaf zij geloofsinstructies, zowel aan Joden in Judea als aan Joden in de diaspora. De invloedrijke rabbi Akiva verklaarde dat hij geloofde dat Sjimon bar Kochba, een van de Joodse aanvoerders, mogelijk de messias was. Dit baseerde hij op Numeri 24:17 waar staat dat er een "ster uit Jakob zal voorkomen". (De naam Bar Kochba betekent “zoon van een ster” in het Aramees) Doordat de opstand genadeloos werd neergeslagen door de Romeinen, bleek Sjimon bar Kochba toch niet de beloofde Messias te wezen. Hij kreeg nu in de Joodse volksmond de naam "bar-Koziba" - "zoon van valse hoop" mee.

## Verloop
De Joodse leiders wilde leren van de fouten die gemaakt waren bij de opstand ruim zestig jaar eerder. In 132 verspreidde de opstand zich snel vanuit Modi'in door het hele land. Hoe groot het gebied is waar de opstand plaatshad is onbekend. Waarschijnlijk beperkte het zich tot Judea en delen van Samaria. De opstandelingen moeten al snel een aantal vestigingen, waaronder Herodium, hebben veroverd. Daardoor werd het Romeinse garnizoen in Jeruzalem afgesneden en kon makkelijk worden verslagen. Een openlijke strijd werd zo veel mogelijk vermeden. De Joden voerden zo veel mogelijk een guerrillaoorlog vanuit strategische posities. De Romeinen waren hier niet tegen opgewassen, maar dit kwam ook door de betrekkelijk kleine omvang van hun leger. Gedurende ruim twee-en-een-half jaar bestond er een onafhankelijke Joodse staat. Bar Kochba kreeg de naam Vorst van Israël. Het publieke leven vervolgde zijn weg. Er werden contracten gesloten en er kwam zelfs een eigen munt.
De opstand verraste keizer Hadrianus. Deze riep zijn generaal Sextus Julius Severus uit Brittannië terug en troepen werden vanuit het hele rijk – zelfs tot vanaf de Donau – bij elkaar gebracht. De Romeinen verloren veel troepen bij het neerslaan van de opstand. Deze generaal zijn tactiek was de opstandelingen op te jagen en in te sluiten, zodra zij zich in grotten verschansten. Door uithongering moesten de opstandelingen zich dan overgeven. Na Jeruzalem te hebben verloren trok Bar Kochba zich met de resten van zijn leger terug in het fort van Betar. Betar was vrij gemakkelijk te verdedigen, omdat deze vesting aan drie kanten was omringd door ravijnen, terwijl aan de vierde zijde een soort vestinggracht was. Na de val speelden zich tal van bloedige taferelen af. Hierbij verloren Bar Kochba en rabbi Akiva waarschijnlijk het leven. De Romeinen stonden achteraf de Joden niet toe hun doden te begraven.

## Gevolgen
Volgens Cassius Dio verloren 580.000 Joden het leven en werden 50 gefortificeerde steden en 985 dorpen bij de opstand vernietigd. De Talmoed spreekt over miljoenen doden, maar dit is onwaarschijnlijk omdat het land vermoedelijk niet zoveel inwoners had. Ook de Romeinen leden grote verliezen. In het schrijven van Hadrianus aan de Senaat liet hij een vaste standaardzin weg: "Als u en uw kinderen in goede staat van gezondheid zijn, dan is het goed. Ik en mijn leger verkeren in een goede staat".
Na de opstand verbood Hadrianus alles wat met het joodse geloof te maken had. De sabbat en besnijdenissen werden verboden en hij doodde een groot aantal Joodse geleerden. Ook werden religieuze boekrollen op de Tempelberg verbrand. Daar kwamen ook twee standbeelden te staan, een van hemzelf en een van Jupiter. Het land kreeg de nieuwe naam Syria Palaestina. Jeruzalem kreeg definitief de nieuwe naam Aelia Capitolina en het werd Joden verboden op straffe van de dood de stad te betreden. Hij slaagde er echter niet in het joodse geloof te laten verdwijnen. Dit kwam doordat het grotendeels al gecentreerd was rondom de synagoges en Joden over het hele Romeinse Rijk woonden.